# Wayamboweg
Wayamboweg is een van de zes ressorten waaruit het Surinaamse district Saramacca bestaat. Het is genoemd naar de rivier Wajambo.
Ressort Wayamboweg grenst in het oosten aan het district Wanica, in het zuiden aan de ressorten Calcutta, Tijgerkreek, Groningen en Jarikaba.
In 2004 had Wayamboweg volgens cijfers van het Centraal Bureau voor Burgerzaken (CBB) 1582 inwoners.